# Eretmopus nereis
Eretmopus nereis is een vlinder uit de familie spanners (Geometridae). De wetenschappelijke naam van deze soort is voor het eerst geldig gepubliceerd in 1952 door Townsend.
De soort komt voor in tropisch Afrika.